# T-Bone Wolk
Tom (T-Bone) Wolk (Yonkers, 24 december 1951 – New York, 27 februari 2010) was een Amerikaans basgitarist.

## Levensloop
Tom Wolk groeide op in de stad New York. Als twaalfjarige was hij accordeonkampioen van de staat New York, maar onder de indruk van het spel van Motown-muzikant James Jamerson (The Funk Brothers) en Beatle Paul McCartney stapte hij over naar gitaar en bas. Hij studeerde kunst aan Cooper Union, maar besteedde meer tijd aan het spelen in bandjes die in de kroegen van New York optraden. Hij speelde jarenlang bij Hall & Oates (sinds het album Private Eyes uit 1981) en tot 1990 bij de Saturday Night Live-band die toen geleid werd door G.E. Smith, die hij bij Hall & Oates had leren kennen. Smith gaf hem zijn bijnaam T-Bone omdat hij, net als ooit bluesgitarist T-Bone Walker, soms een solo speelde met zijn basgitaar achter zijn hoofd. Daarnaast speelde Wolk met Carly Simon, Jellyfish, Squeeze, Elvis Costello, Shawn Colvin, Billy Joel, Smokey Robinson, Todd Rundgren, Nick Lowe, The Bacon Brothers, Robby Krieger, Ray Manzarek en anderen. 
In de jaren 1980 had Wolk een column in Guitar for the Practicing Musician. In 1991 was hij co-producer van Places I Have Never Been van Willie Nile bij Columbia Records. Wolk werkte ook mee aan de debuutplaat van Ryan Leslie en aan de albums Butt Naked Free en Chocolate to the Bone van Guy Davies. Hij had vanaf 2007 ook een belangrijk aandeel in Live from Daryl's House, de online live-concerten van Daryl Hall.
T-Bone Wolk overleed in februari 2010 aan een hartinfarct.